# 龍源里站
龍源里站（：／）是位于朝鮮民主主義人民共和國平安南道价川市西南洞的一個鐵路車站。
2014年10月30日，修竣的龍源里站投入使用。車站是按照現代審美觀點重新設計修建的，將為鄰近的延豐科學家修養所和衛星科學家住宅區提供服務。

## 历史
- 1932年11月1日，开通使用。